# Canton de Montluçon-Nord
Le canton de Montluçon-Nord-I est une ancienne division administrative française située dans le département de l'Allier et la région Auvergne. Elle a existé de 1973 à 1982.

## Composition
Le canton de Montluçon-Nord-I comprenait une fraction de la commune de Montluçon ainsi que les communes de Domérat, Saint-Victor et Vaux.

## Histoire
Le canton a été créé par un décret du 23 juillet 1973 par scission des cantons de Montluçon-Ouest et Montluçon-Est.
Il a été divisé en deux nouveaux cantons par décret du 15 janvier 1982 : Montluçon-Nord-Est et Domérat-Montluçon-Nord-Ouest.

## Représentation
| Période | Période | Identité      | Étiquette | Qualité |
| ------- | ------- | ------------- | --------- | --- |
| 1973    | 1982    | Henri Guichon | PCF       | Président du Conseil Général (1979-1982) Adjoint au maire de Domérat (1976-1989) Ancien conseiller général de Montluçon-Ouest (1955-1973) |

Henri Guichon est ensuite devenu conseiller général du canton de Domérat-Montluçon-Nord-Ouest.